# Anna Tenje
Anna Jenny Caroline Tenje (ur. 22 października 1977 w Värnamo) – szwedzka polityk i samorządowiec, posłanka do Riksdagu, działaczka Umiarkowanej Partii Koalicyjnej, od 2022 minister.

## Życiorys
Kształciła się w zakresie politologii na uczelni, na bazie której powstał później Uniwersytet Linneusza. Była etatową działaczką Umiarkowanej Partii Koalicyjnej. W latach 2006–2010 zasiadała w szwedzkim parlamencie. Później związana z samorządem gminy Växjö, w 2017 została burmistrzem tej miejscowości. Powołana również na wiceprzewodniczącą swojego ugrupowania.
W październiku 2022 objęła urząd ministra do spraw osób starszych i ubezpieczeń społecznych w utworzonym wówczas rządzie Ulfa Kristerssona.